# Calicotome
Calicotome es un género cosmopolita de plantas con flores  perteneciente a la familia Fabaceae.

## Descripción
Se trata de plantas de la región mediterránea que pertenecen a la familia de las leguminosas. Son arbustos espinosos perennes con una altura de hasta 2 metros. Florecen en primavera, sus flores son de color amarillo brillante y un olor característico. Crecen en racimos o grupos de 2 a 15 flores. El fruto es pequeño y las vainas están cubiertas con pelos de color grisáceo. Su fruto es comido por las cabras. Los brotes secos en verano se convierten en espinas duras. Crecen en matorrales en áreas secas a baja altura.

## Taxonomía
El género fue descrito por Johann Heinrich Friedrich Link y publicado en Neues Journal fur die Botanik, 2(2-3), 1808.
Etimología
Calicotome: nombre genérico que procede del griego kályx, -ykos; latinizado caly(i)x = "envoltura de una flor, botón floral, cáliz" y tome = "corte". Donde se refiere a que cáliz, antes de la antesis, se corta o divide transversalmente, por la mitad.

## Especies
- Calicotome infesta (C.Presl) Guss.
- Calicotome intermedia C.Presl
- Calicotome ligustica (Burnat) Fiori,  Fl. Italia exsicc., no. 583, 1907
- Calicotome rigida (Viv.) Maire & Weiller
- Calicotome spinosa (L.) Link  Enum. Plant. Horti Regii Berolinensis, 2, 1822
- Calicotome villosa (Poiret) Link, Neues J. Bot., 2(2): 51, 1808 - Especie tipo; el basionimo es Spartium villosum Poir.